# Uvariodendron occidentale
Uvariodendron occidentale là một loài thực vật thuộc họ Annonaceae. Loài này có ở Cameroon, Bờ Biển Ngà, Ghana, Liberia, và Nigeria. Chúng hiện đang bị đe dọa vì mất môi trường sống.